# 국기원

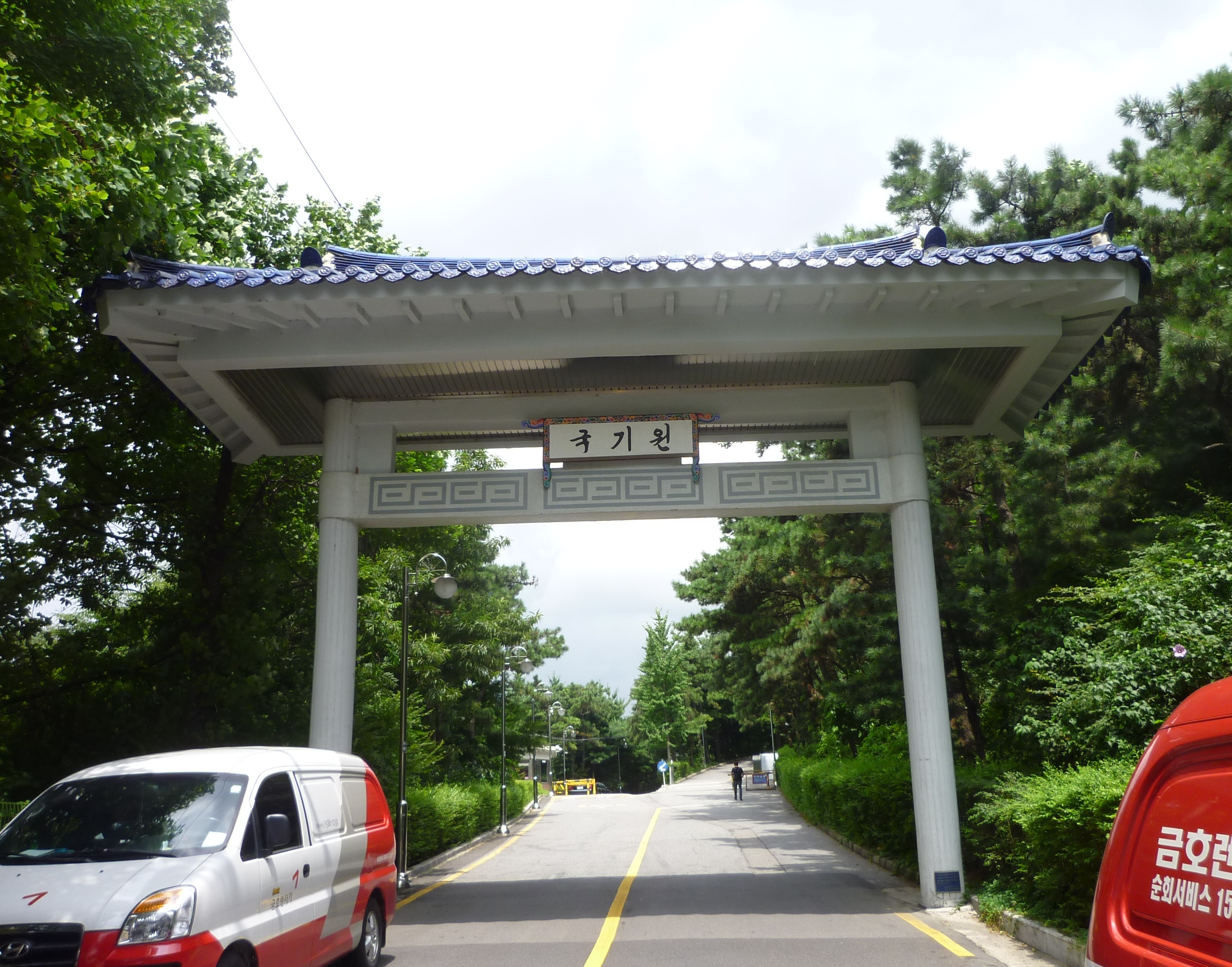
국기원 정문

국기원(國技院, Kukkiwon, World Taekwondo Headquarters)은 태권도 중앙 도장으로서 세계 태권도 본부 기능을 수행하는 단체이다. 대한민국 문화체육관광부가 주무관청인 특수법인으로, 오늘날 세계 태권도 연맹의 모체이다. 또한 국기원에서는 품단증과 각종 자격증을 발행하고, 태권도 인구 저변확대를 위하여 요구되는 연구, 교육 그리고 행사를 주관하는 국제기관이다. 또한 연중 행사로는 세계태권도한마당이 있고, 무도나 스포츠태권도의 중흥 발전에도 기여하는 역할을 한다.

## 설립 근거
- 태권도 진흥 및 태권도공원 조성 등에 관한 법률 제19조[7]

## 설립 목적
대한민국의 고유한 문화유산인 태권도를 범국민적인 운동으로 발전하고 확산시켜 국민의 체력 향상과 건전하고 명랑한 기풍을 진작하며, 전 세계에 태권도의 전통적 정신과 기술을 올바르게 보급시켜 국위 선양을 도모함으로써 민족문화의 발전에 이바지함을 목적으로 한다.

## 주요 업무
- 태권도 기술 및 연구 개발
- 태권도 승품․승단 심사 및 태권도 보급을 위한 각종 교육사업
- 태권도 지도자 양성 및 국외 파견
- 태권도 시범단 육성 및 파견
- 태권도 관련 해외보급과 국제교류 사업
- 태권도 관련 무도대회 및 행사 개최 사업
- 태권도인의 복지향상에 관한 사업 등

## 연혁
- 1972년 11월 30일 재단법인 국기원 설립
- 1974년 9월 6일 태권도 시범단 창단
- 1975년 국제 경기 연맹 총연합회(GAISF, 현 스포츠어코드) 가입
- 1982년 9월 1일 태권도 지도자연수원 개원
- 1991년 5월 14일 태권도 기념관 개관
- 2006년 4월 3일 태권도 연구소 설립
- 2010년 5월 26일 특수법인 전환

## 조직

### 이사장
- 이사회
- 감사

#### 국기원장
- 고문
- 원로회의
- 기술심의회
- 특별위원회
- 자문위원회
- 비서실
- 연구소장
  - 연구소
- 연수원장

##### 사무총장
- 기획조정실
  - 기획홍보부
- 사업정책국
  - 사업부
  - 심사운영부
  - 심사단
- 경영운영국
  - 총무부
- 교육정책국
  - 연수사업부
  - 교육개발부

## 태권도 기념비
국기원 건물 주변을 따라 걷다 보면 다양한 기념비를 볼 수 있다. 2000년 시드니 올림픽 정식 종목 채택 기념비와 제 1회 세계태권도선수대회 개최 기념비는 태권도가 세계인과 함께하는 운동이란 걸 새삼 느끼게 해준다.

## 참고 문헌
- 〈국기원〉. 《한국향토문화전자대전》. 한국학중앙연구원.
- 〈국기원〉. 《두피디아》. 두산.
- 이경명. 〈국기원〉. 《태권도용어정보사전》. 태권도문화연구소.
- 〈국기원〉. 《네이버기관단체사전》. 굿모닝미디어.

## 같이 보기
- 세계 태권도 연맹
- 대한민국태권도협회
- 태권도진흥재단
- 태권도원
- 태권도기념관